# 41e corps d'armée (Allemagne)
Pour les articles homonymes, voir 41e corps d'armée.
Le 41e corps d'armée (XXXXI. Armeekorps en allemand) / 41e corps (d'armée) motorisé (motorisiert) est un corps d'armée (motorisé) de la Heer / armée de terre allemande au sein de la Wehrmacht pendant la Seconde Guerre mondiale.
Créé en février 1940, il combat pendant la campagne de l'Ouest vers la France. En vue de l'invasion de l'URSS, le corps prend en mai 1941 le nom d'état-major de la forteresse Allenstein (Festungs-Stab Allenstein en allemand) à des fins de camouflage. Participant en particulier à une offensive en direction de Léningrad puis à une autre contre Moscou, il combat ensuite défensivement pendant les hiver et printemps 1942 puis prend part à une offensive l'été suivant toujours en 1942 et est renommé XXXXI. Panzer-Korps en juillet.

## Historique
Le XXXXI. Armeekorps (motorisiert) est formé dans le Wehrkreis VIII à Brieg le 24 février 1940. Dans le plan d'offensive à l'ouest, il est placé sous le commandement de la Panzergruppe von Kleist. Déployé en deuxième échelon, 180 km derrière le XIX. Armeekorps (mot.), il devra, quand le front se sera suffisamment élargi, se dégager des itinéraires pour mener une offensive à travers la Meuse au niveau de Monthermé, d'ailleurs en partie contre son "homonyme" français le XLIè corps d'armée, soit deux "41ès" corps d'armées ennemi(e)s "face à face", mi-mai 1940.
Il combat en Belgique et en France en 1940, et sert plus tard comme force d'occupation aux Pays-Bas et à Paris jusqu'à ce qu'il soit envoyé sur le Front de l'Est pour l'opération Barbarossa et le siège de Léningrad.
Il est renommé XXXXI. Panzerkorps le 7 juillet 1942.

## Organisation

### Commandants successifs
| Date                                         | Grade                     | Commandant             |
| -------------------------------------------- | ------------------------- | ---------------------- |
| 24 février 1940 - 5 octobre 1941             | General der Panzertruppen | Georg-Hans Reinhardt   |
| 6 octobre 1941 - 13 octobre 1941             | Generalleutnant           | Otto-Ernst Ottenbacher |
| 13 octobre 1941 - 15 novembre 1941           | General der Panzertruppen | Walter Model           |
| 15 octobre 1941 - 15 novembre 1941 (intérim) | General der Panzertruppen | Friedrich Kirchner     |
| 15 novembre 1941 - 15 janvier 1942           | General der Panzertruppen | Walter Model           |
| 15 janvier 1942 - 10 juillet 1942            | General der Panzertruppen | Josef Harpe            |

### Chef des Generalstabes
| Date                               | Grade       | Commandant              |
| ---------------------------------- | ----------- | ----------------------- |
| 24 février 1940 - 1er janvier 1942 | Oberst i.G. | Hans Roettiger          |
| 8 janvier 1942 - 10 juillet 1942   | Oberst i.G. | August-Viktor von Quast |

### 1. Generalstabsoffizier (Ia)
| Date                     | Grade      | Commandant   |
| ------------------------ | ---------- | ------------ |
| ? 1941                   | Major i.G. | Klostermann  |
| ? 1942 - 10 juillet 1942 | Major i.G  | Claus Berger |

## Théâtres d'opérations
- Allemagne : février 1940 - mai 1940
- Pays-Bas et France : mai 1940 - mars 1941 ; bataille de France
- Hongrie et Yougoslavie : mars 1941 - juin 1941
- Prusse orientale : juin 1941 - juillet 1941
- Front de l'Est, secteur nord : juillet 1941 - octobre 1941 ; opération Barbarossa, siège de Léningrad
- Front de l'Est, secteur centre : octobre 1941 - juillet 1942

## Ordre de batailles

### Subordination
| Date      | Armée          | Groupe d'Armées    |
| --------- | -------------- | ------------------ |
| 1940      |                |                    |
| Mai       | 12. Armee      | Heeresgruppe A     |
| Juin      | 12. Armee      | Heeresgruppe A     |
| Juillet   | BdE            |                    |
| Septembre | 16. Armee      | Heeresgruppe A     |
| 1941      |                |                    |
| Janvier   | 1. Armee       | Heeresgruppe D     |
| Avril     | Panzergruppe 1 | OKH                |
| Mai       | Panzergruppe 4 | Heeresgruppe C     |
| Juin      | Panzergruppe 4 | Heeresgruppe Nord  |
| Octobre   | Panzergruppe 3 | Heeresgruppe Nord  |
| 1942      |                |                    |
| Janvier   | 3. Panzerarmee | Heeresgruppe Mitte |
| Février   | 9. Armee       | Heeresgruppe Mitte |

### Unités subordonnées

#### Unités organiques
- Arko 129
- Feldpostamt 441 (mot.)
- Korps- Nachschubtruppen 441
- Korps-Nachrichten-Abteilung 441

#### Unités rattachées
10 mai 1940
- 6. Panzer-Division
- 8. Panzer-Division
- 2. Infanterie-Division (mot.)

2 octobre 1941
- 14. Infanterie-Division (mot.)
- 6. Infanterie-Division
- 36. Infanterie-Division (mot.)
- 1. Panzer-Division

11 octobre 1941
- 36. Infanterie-Division (mot.)
- 1. Panzer-Division
- 6. Infanterie-Division
- Lehr-Brigade 900

30 octobre 1941
- 36. Infanterie-Division (mot.)
- 1. Panzer-Division
- 6. Panzer-Division
- 161. Infanterie-Division
- 129. Infanterie-Division
- Lehr-Brigade 900

17 novembre 1941
- 36. Infanterie-Division (mot.)
- 1. Panzer-Division
- 161. Infanterie-Division
- Lehr-Brigade 900

24 décembre 1941
- 36. Infanterie-Division (mot.)
- 1. Panzer-Division
- 2. Panzer-Division

11 janvier 1942
- 36. Infanterie-Division (mot.)
- 2. Panzer-Division

13 avril 1942
- 36. Infanterie-Division (mot.)

22 avril 1942
- 342. Infanterie-Division
- 2. Panzer-Division
- 36. Infanterie-Division (mot.)
- 6. Panzer-Division

10 mai 1942
- 161. Infanterie-Division
- 36. Infanterie-Division (mot.)
- 342. Infanterie-Division

## Sources et références
- XXXXI. / XLI. Armeekorps sur Lexikon-der-wehrmacht.de

1. ↑  Karl-Heinz Frieser (trad. de l'allemand par Nicole Thiers, préf. Werner Rhan), Le mythe de la guerre-éclair : La campagne de l'Ouest de 1940 [« Blitzkrieg-Legende : der Westfeldzug 1940 »], Paris, Belin, 2003, 2e éd., 479 p. (ISBN 978-2-7011-2689-0), p. 127.